# Reto

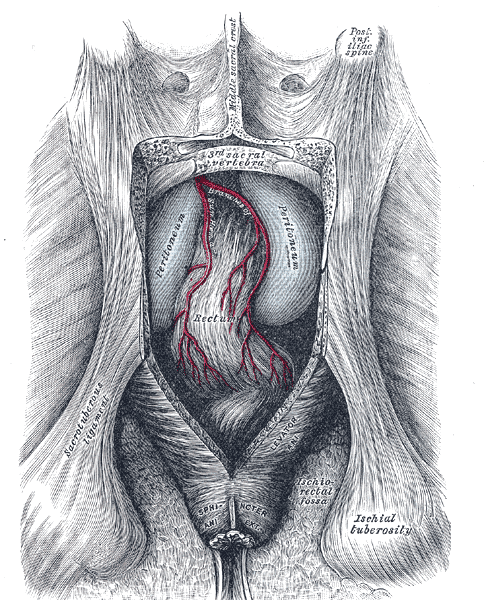
Um reto humano

O reto (AO 1945: recto) é a porção final do intestino grosso. Inicia-se no ângulo obtuso da alça sigmoide e termina no canal anal. Como a própria denominação deixa claro, é um canal retiforme (sem curvas) com um comprimento aproximado de 15 cm (18 cm no total, se somada a ele a extensão do canal anal).

## Funções
A função do reto é acumular as fezes, para a absorção final de nutrientes, antes de serem eliminadas pelo organismo, através do ânus.

## Medicação via retal

Os medicamentos podem ser administrados pelo reto, cuja mucosa tem uma absorção tão eficiente quanto a da boca.
Em geral, a medicação via anal não costuma ser muito utilizada na sociedade por ser desconfortável para alguns e por bater de frente com alguns preconceitos sociais arraigados. As indicações para o uso de medicação via retal incluem estados de inconsciência, como o coma ou desmaios, estados convulsivos e em casos em que a administração oral não é adequada, devido a irritações gástricas.